# Grafschaft Pallars

Wappen der Grafschaft Pallars

Grafschaft Pallars

Die Grafschaft Pallars, auf Katalanisch Comtat de Pallars, ist eine der historischen katalanischen Grafschaften. Hauptstadt der Grafschaft war Sort.
Pallars lag zwischen den Pyrenäen und dem Gebirgszug Serra del Montsec und grenzte an die Grafschaften Ribagorza und Urgell; die Grafschaft entspricht den heutigen Comarcas Pallars Sobirà und Pallars Jussà.

## Grafen von Pallars
- Atthonus, Graf von Pallars (in der gefälschten Charta von Alaon erwähnt)
- Berengar von Toulouse, verliert 833 Pallars
- Aznar I. Galíndez, Graf von Urgell, Usurpator ab 833, trennt Pallars von Toulouse
- Sunifred I., † 848, Graf von Barcelona, Graf von Pallars nach der Vertreibung Aznars I.
- Fredelon, † wohl 852, 845/849 Graf und Markgraf (comes et marchio) von Toulouse, Pallars, Rodez und Limoges (Haus Toulouse);
- Raimundo III. † 1047, Graf von Pallars, ⚭  Mayor Garcia de Castilla, Tochter von García I. Fernández, Graf von Kastilien (Haus Kastilien)